# Àhmad ibn Abi-Khàlid al-Àhwal
Àhmad ibn Abi-Khàlid al-Àhwal (? - 826/827) fou secretari del califa al-Mamun. Era d'origen sirià. Va tenir contactes amb els barmàquides i va entrar després al servei de Fadl ibn Sahl. Segurament ja el va obtenir alguns diwans (ministeris) a Merv, al Khurasan, abans de la presa de Bagdad el 813. Després va ajudar al-Hàssan ibn Sahl a portar els afers administratius del califat, i finalment el va substituir. Era poc honest i fàcilment subornable, i un notable golafre.
Va fer nomenar el 821 al prefecte de Bagdad, Tàhir ibn al-Hussayn, com a governador del Khurasan en comptes de Ghassan ibn Abbad, però Tàhir es va fer independent el 822. Llavors al-Mamun va enviar a Àhmad al Khurasan, ja que era el garant de la fidelitat del rebel; Àhmad va demanar un ajornament de l'orde durant 24 hores i en aquestes va arribar la notícia de la mort de Tahir, el que fa sospitar que el va fer matar. Llavors Ahmad va fer nomenar governador al fill del difunt, Talha ibn Tàhir, però Al-Mamun el va enviar al Khurasan per vigilar al nou governador. En la seva estada a Khurasan, gaudint de poders militars, va fer una expedició a la Transoxiana i va conquerir Ushurusana.
Més tard va obtenir el perdó per l'oncle del califa, Ibrahim ibn al-Mahdí, que havia aspirat al tron i vivia clandestinament. Va morir el 826/827 i no consta que exercís oficialment el càrrec de wazir que si que tenia de fet.